# 安良岳 (沖縄県)
安良岳（やすらだけ）は、沖縄県石垣市の石垣島の平久保半島北部に位置する標高336mの山である。

## 地理
平久保半島の最高峰である。
東の太平洋側に流れる安良川（ヤッサカーラ）、西の東シナ海側に流れるジーバ川の水源である。安良川の河口から約1km南にある小安良川（ヤッサマカーラ）の河口にかけてはハスノハギリが自生しており、2013年（平成25年）に「平久保安良のハスノハギリ群落」として国の天然記念物に指定されている。
山の東斜面は、トムル層変成岩の礫岩層で農耕には不適で、第二次世界大戦前から平久保牧場の一部として利用されているため、樹木はほとんどない。一方、西斜面には樹木が繁茂している。

## 遺跡
東麓には、1753年（宝暦3年）に村建てされ、1912年（明治45年）に廃村となった安良村跡がある。海岸近くの御嶽は安良村が廃村になった後も引き続き信仰されており、2007年（平成19年）には石垣市の有形民俗文化財に指定されている。山頂には旧日本軍の野営地の跡が残っている。